# فاطمة الجامعي الحبابي
فاطمة الجامعي الحبابي (16 مارس 1944 - 7 فبراير 2024)، هي أديبة وأكاديمية مغربية. وهي زوجة الفيلسوف المغربي محمد عزيز لحبابي.

## حياتها
وُلدت في 16 مارس 1944، حصلت على الإجازة في اللغة العربية وآدابها من جامعة محمد الخامس، وعلى شهادة الماجستير سنة 1977 من كلية دار العلوم (جامعة القاهرة)، كما نالت دبلوم إعلامي مختص في التوثيق الآلي من مدرسة علوم الإعلام بالرباط سنة 1978، وفي سنة 1988 أحرزت على دكتوراه الدولة من جامعة السوربون.
اشتغلت فاطمة الحبابي بالتعليم الثانوي ما بين 1967 و1970، ومارست التدريس بالمدرسة الوطنية للإدارة بالجزائر (1971 – 1974) وبالمدرسة المحمدية للمهندسين، وبكليتي الآداب بالرباط وفاس، ونالت الحبابي عضوية مجموعة من الهيئات الثقافية، من بينها: مجلس أمناء منتدى الفكر العربي (عمان)، والمجلس العربي للطفولة (القاهرة)، وجمعية الفلسفة بالمغرب، واتحاد كتاب المغرب، والمجلس التنفيذي للجواش الإفريقي (القاهرة)، والجمعية المغربية المستقبلية.
ترأست فاطمة الحبابي هيئة تحرير مجلتي «دراسات فلسفية وأدبية» و«تكامل أصناف المعرفة»، كما أنها عضو في هيئة تحرير مجلة «الكتاب المغربي» وعضو مراسل لمجلة «Mots».

## من مؤلفاتها
- «لغة أبي اعلاء المعري في رسالة الغفران»،(1988).
- «المغرب العربي في الخطاب الملكي من الاستقلال إلى قمة مراكش»، (1989).
- «تحليل معجمي-إحصائي ودلالي لخطب العرش للملك الحسن الثاني من 1961 إلى 1982».
- Avant projet d’un catalogue collectif automatique : monographies arabes conservés dans les bibliothèques marocains, Casablanca, imp. Najah El jadida, Casablanca , 1983.

ترجمت:
- «ابن خلدون معاصرا» (1974).

وأصدرت الراحلة فاطمة الجامعي بعض الكتب التي تضم أعمال الندوات التي نظمها هذا البيت ضمن سلسلة “أبحاث وأعلام”، من بينها كُتب حول عبد الله كنون وعبد الهادي بوطالب وأحمد بن شقرون وعبد الكريم غلاب وجامعة القرويين والمسرح المغربي والنضال الوطني والأدب الإفريقي والبيئة والتنمية والعوامل غير الاقتصادية في التنمية.

## وفاتها
```
توفيت صباح يوم الأربعاء 
7 فبراير
 
2024
 عن عمر 80 سنة.
[
4
]
```